# Robnell Sports Cars

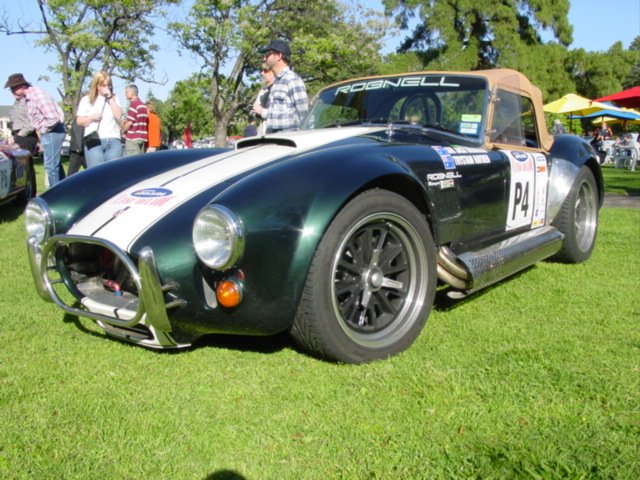
Robnell Cobra, 2011 (Replikat)

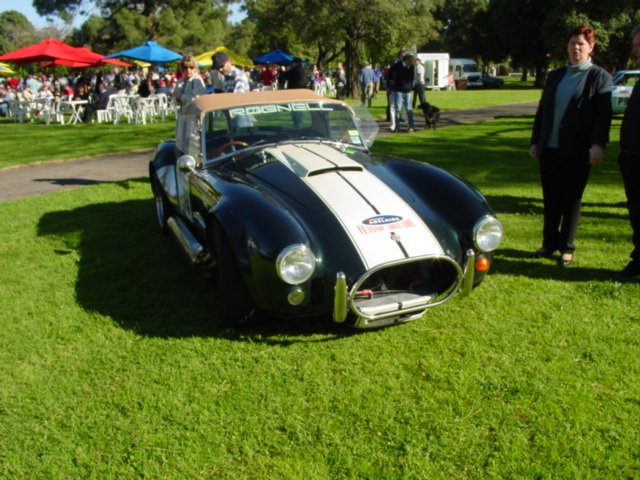
Frontansicht

Robnell Sports Cars Pty Ltd war ein australischer Hersteller von Automobilen.

## Unternehmensgeschichte
Das Unternehmen aus Bayswater begann 1988 unter Leitung von Rob Darnell mit der Produktion von Automobilen. Der Markenname lautete Robnell. 2003 endete die Produktion.
Am 25. Januar 2013 wurde in Australien ein gleichnamiges Unternehmen registriert. Die Verbindung ist unklar.

## Fahrzeuge
Im Angebot standen Nachbildungen der AC Cobra. Die Basis bildete ein Gitterrahmen. Darauf wurde eine offene zweisitzige Karosserie aus Aramid- oder glasfaserverstärktem Kunststoff montiert. Zwei verschiedene V8-Motoren von Ford sind überliefert. Der 302 hatte 4952 cm³ Hubraum mit 281 PS (207 kW) Leistung, während der 429 7035 cm³ Hubraum und 398 PS (286 kW) Leistung hatte. Das Leergewicht lag je nach Ausführung bei 1158 kg bzw. 1250 kg. Das Getriebe hatte fünf Gänge.